# Tarzan, o Terrível
Tarzan, O Terrível (Tarzan the Terrible, no original em Inglês) é um romance de autoria do escritor norte-americano Edgar Rice Burroughs. Publicado em 1921, é o oitavo de uma série de vinte e quatro obras sobre o personagem Tarzan.

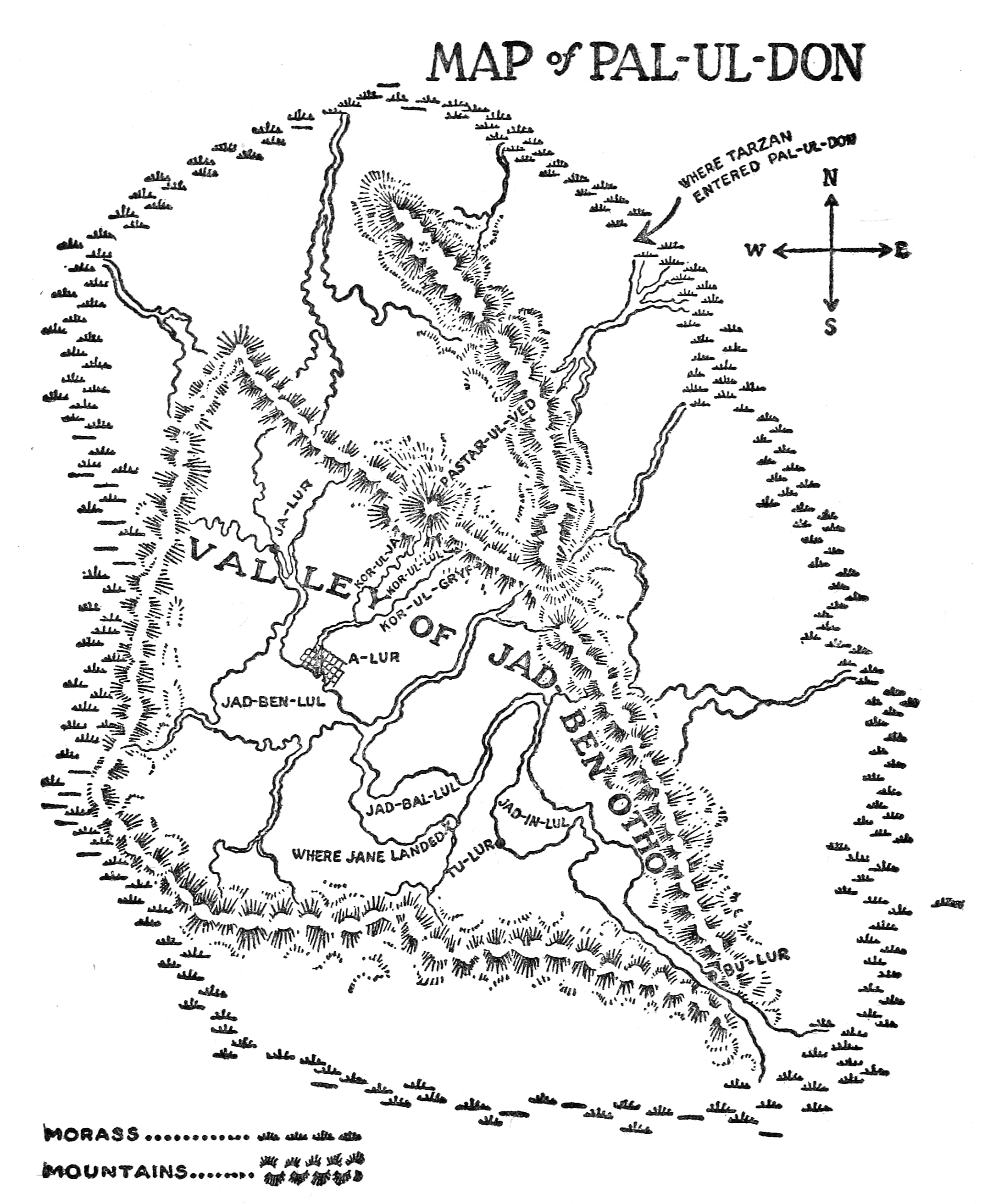
Mapa de Pal-ul-Don, um vale criado por Burroughs, onde vive uma civilização perdida. Desenhado pelo próprio autor, o mapa acompanhou a primeira edição do livro nos EUA, em 1921.

## Resumo
Nesta sequência de Tarzan, o Destemido, o rei das selvas invade as profundezas da África, à procura de Jane, que fora raptada por oficiais alemães. O único desses sequestradores que continua vivo foge com Lady Greystoke para Pal-ul-Don, uma região circundada por pântanos impenetráveis, habitada por ferozes criaturas pré-históricas, e ainda intocada pelo mundo exterior.
Tarzan faz amizade com Om-at, um Waz-don negro, e Ta-den, um Ho-don branco, que são pitecantropoides, isto é, humanos primitivos com cauda. Apesar darivalidade entre os dois, o homem-macaco consegue uma trégua providencial e o trio enfrenta vários inimigos, como tigres de dente de sabre, os primitivos homens feras de Tor-o-don, e o grifo, o gigante carnívoro tricerátopo de Pal-ul-Don.
Tarzan chega a A-lur, a Cidade da Luz de Ho-don, onde um culto ao grifo pratica sacrifícios humanos. O senhor da jângal é reconhecido como o messias sem cauda de uma antiga profecia e seus músculos garantem a ele o título de Tarzan-jad-guru (Tarzan, O Terrível). O herói é adulado por um povo que reverencia a força física, porém há aqueles que não acreditam em sua origem divina e tramam sua queda.

## História editorial

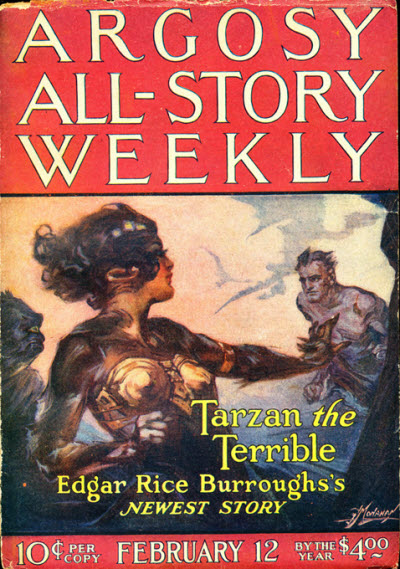
Tarzan the Terrible foi publicado em 1921 na revista Argosy All-Story Weekly.

O romance foi escrito de 14 de agosto a 16 de dezembro de 1920.
A revista pulp Argosy All-Story Weekly lança a história em sete partes, de 12 de fevereiro a 27 de março de 1921. P. J. Monahan fez a ilustração que aparece no primeiro número.
A obra estreia em livro pela editora A.C. McClurg, em 20 de junho de 1921, com capa de J. Allen St. John, autor também de sete ilustrações em sépia. A edição trazia também um mapa de Pal-ul-Don e um glossário, ambos de autoria do próprio Burroughs.

### No Brasil
No Brasil, a narrativa foi publicada pela Companhia Editora Nacional em 1935, com tradução de Monteiro Lobato e tiragem de dezessete mil exemplares. Seis reedições se seguiram, entre 1947 e 1968, com tiragens de dez mil (as quatro primeiras) e cinco mil exemplares (as duas últimas). O livro recebeu o número 36 da prestigiada coleção Terramarear.
Em 1959, também no Brasil, a CODIL - Cia Distribuidora de Livros enviou para as livrarias uma edição de luxo com o mesmo título, parte de uma coleção que teve doze volumes no total. A obra era ilustrado por Manoel Victor Filho.
Em 2021, a editora Lafonte republicou o livro com a tradução de Monteiro Lobato, já que tanto o texto original, quando a tradução encontram-se em domínio público.

### Em Portugal
Em Portugal, o romance foi publicado pela Portugal Press, de Lisboa.

## Adaptações

### Quadrinhos
A primeira quadrinização foi na forma de tiras diárias de 21 de setembro de 1931 a 23 de janeiro de 1932. As ilustrações foram assinadas por Rex Maxon e o roteiro, por R. W. Palmer.
A primeira versão para revistas em quadrinhos saiu pela Gold Key, nas edições de março e abril de 1967 de "Tarzan of the Apes", com ilustrações de Russ Manning e roteiro de Gaylord Du Bois.
Esta adaptação de Russ Manning foi lançada no Brasil pela EBAL em fins da década de 1960, na coleção Lança de Prata, e reeditada em dois números da revista "Tarzan", em 1986.